# Château de Křivoklat
 (février 2025).
Si vous disposez d'ouvrages ou d'articles de référence ou si vous connaissez des sites web de qualité traitant du thème abordé ici, merci de compléter l'article en donnant les références utiles à sa vérifiabilité et en les liant à la section « Notes et références ».
Le Château de Křivoklát (en tchèque : hrad Křivoklát) est un château situé sur la commune de Křivoklát, dans la région de Bohême centrale de la République tchèque. Il est protégé en tant que monument culturel national.

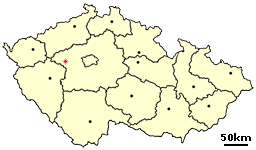
Localisation du château de Křivoklát en République tchèque

## Histoire
Le village de Křivoklát a été fondée au XIIe siècle sur les terres des rois de Bohême. Sous le règne d'Ottokar II de Bohême, un grand château royal fut construit, le village devient alors une place forte. Plus tard le roi Venceslas IV et roi Vladislas I ont agrandi  à leur tour les fortifications.
Le château est à plusieurs reprises endommagé par des incendies. Au fil du temps, sa fonction de château fort est alors dépassé avec une technologie militaire de plus en plus performante et qui change la stratégie militaire des sièges. Le château est alors transformé en une prison et avec les années, le bâtiment s'est lentement détérioré. Au XIXe siècle, la famille Fürstenberg devient propriétaire du château et le fait reconstruire après l'incendie de 1826. Cette famille aristocratique est restée propriétaire du château jusqu'en 1929.
Aujourd'hui, le château sert de musée, de destination touristique et de lieu d'expositions théâtrales. Des collections d'armes de chasse, de peintures gothiques et de livres y sont conservées.

## Galerie

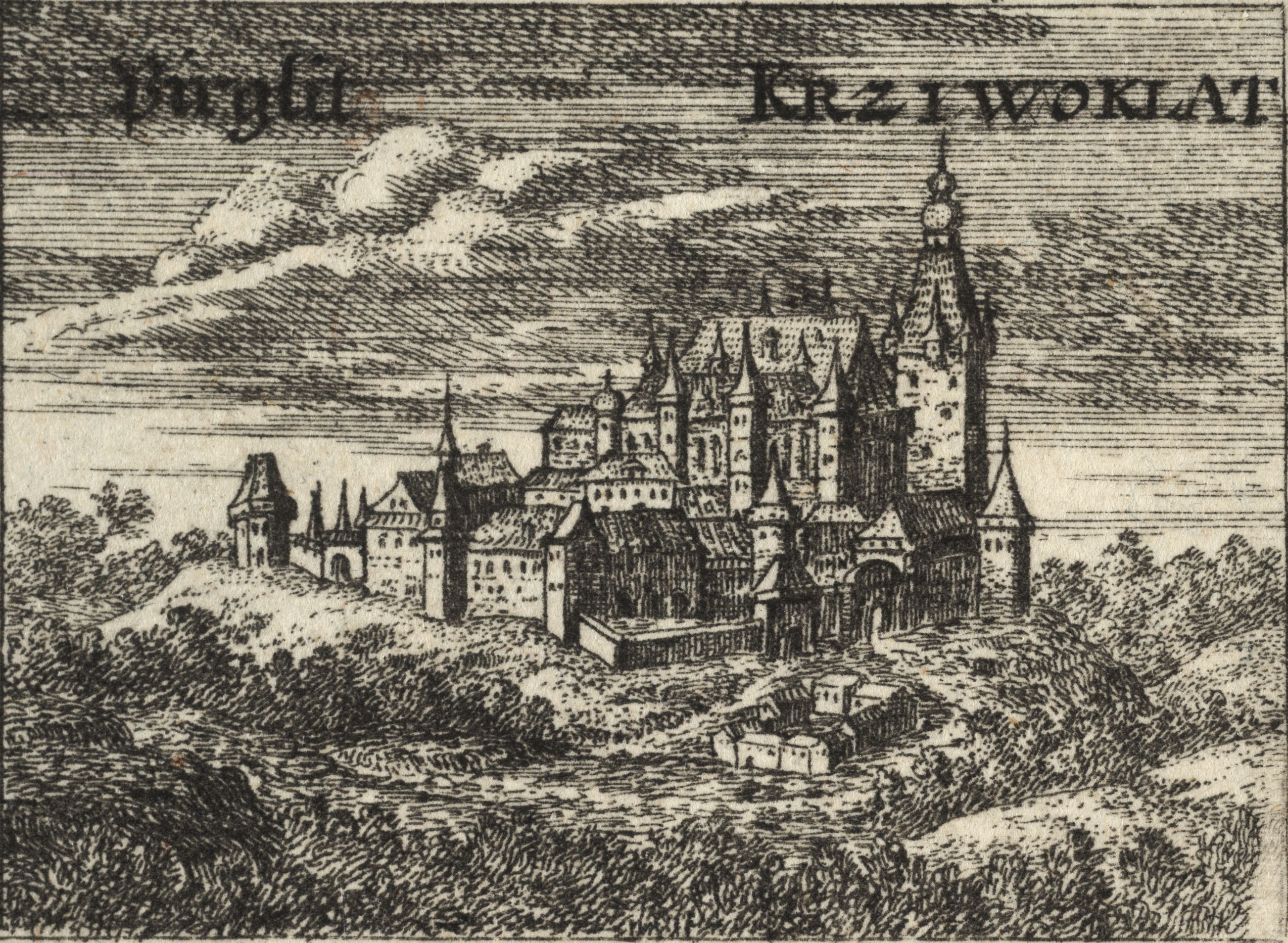
Le château de Křivoklát sur une gravure de Wenceslas Hollar du XVIIe siècle
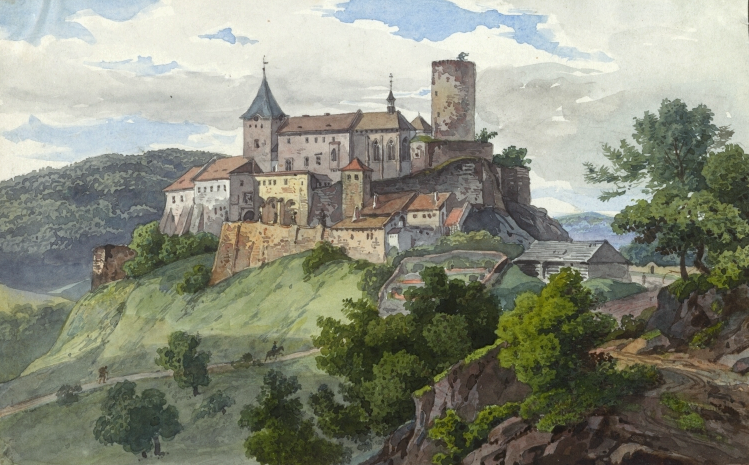
Le château de Křivoklát sur une aquarelle d'Antonin Manes de 1835
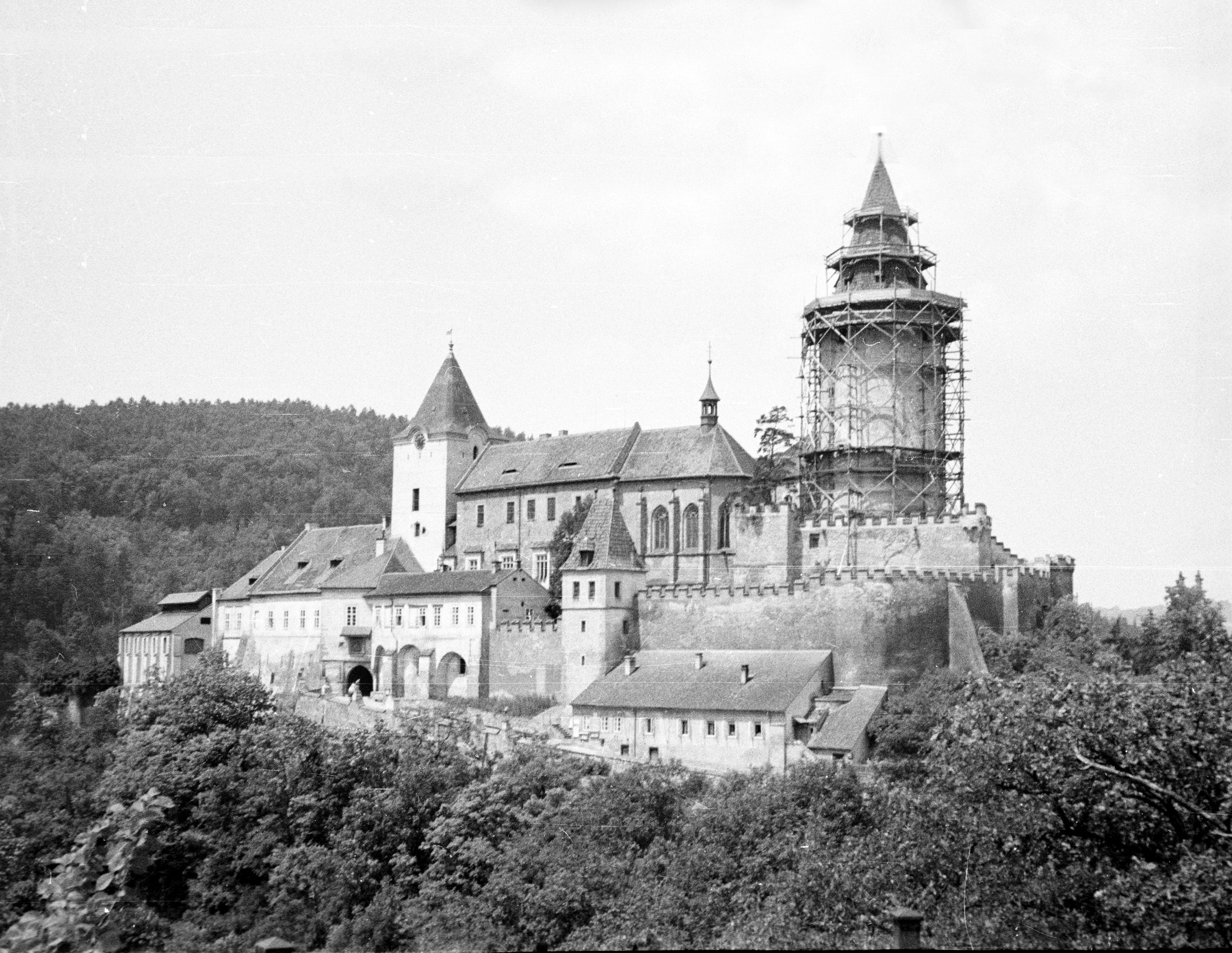
Le château de Křivoklát vers 1958 lorsque sa tour principale a été reconstruite
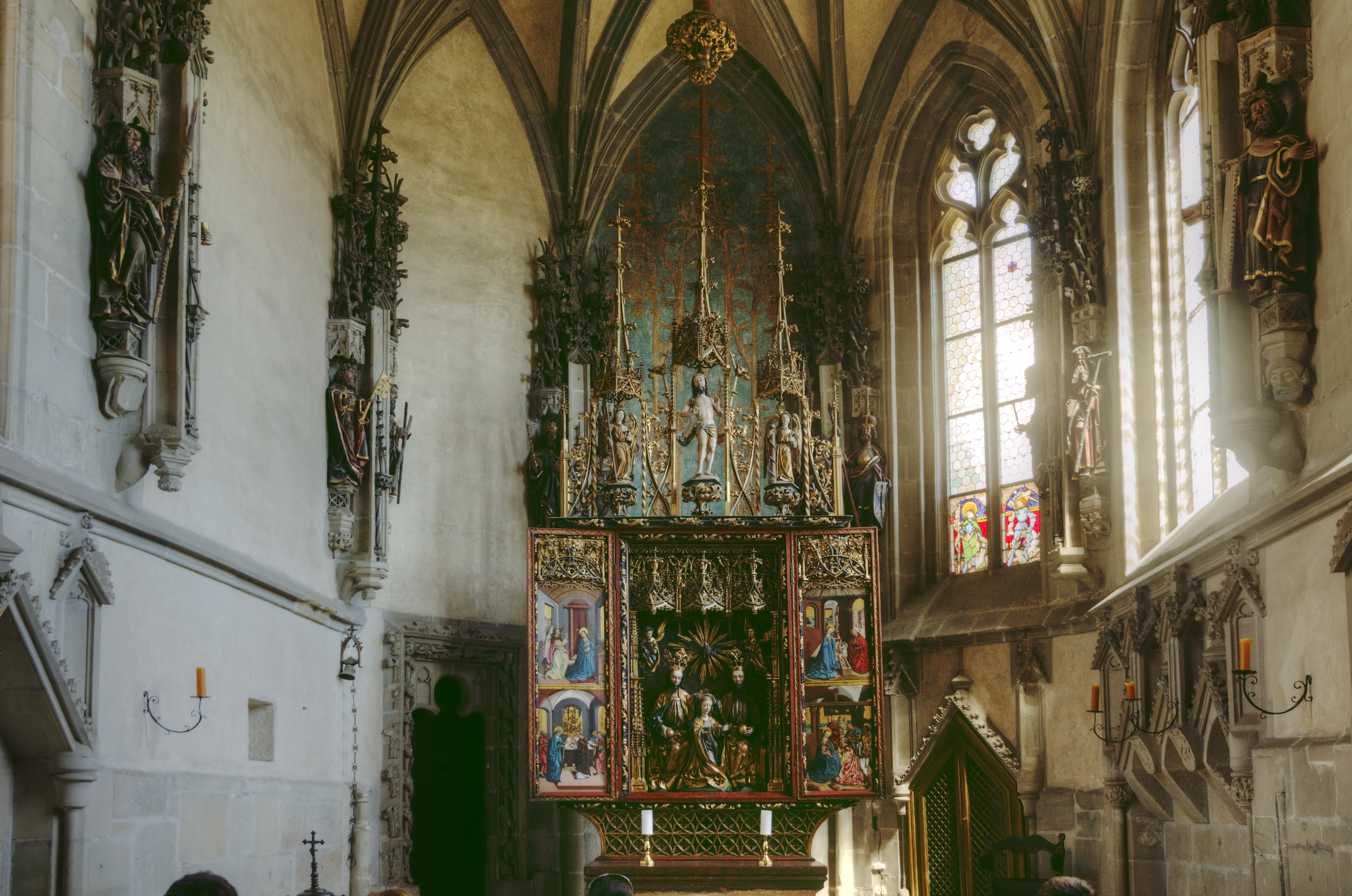
Autel de la chapelle du Couronnement de la Vierge Marie des années 1490
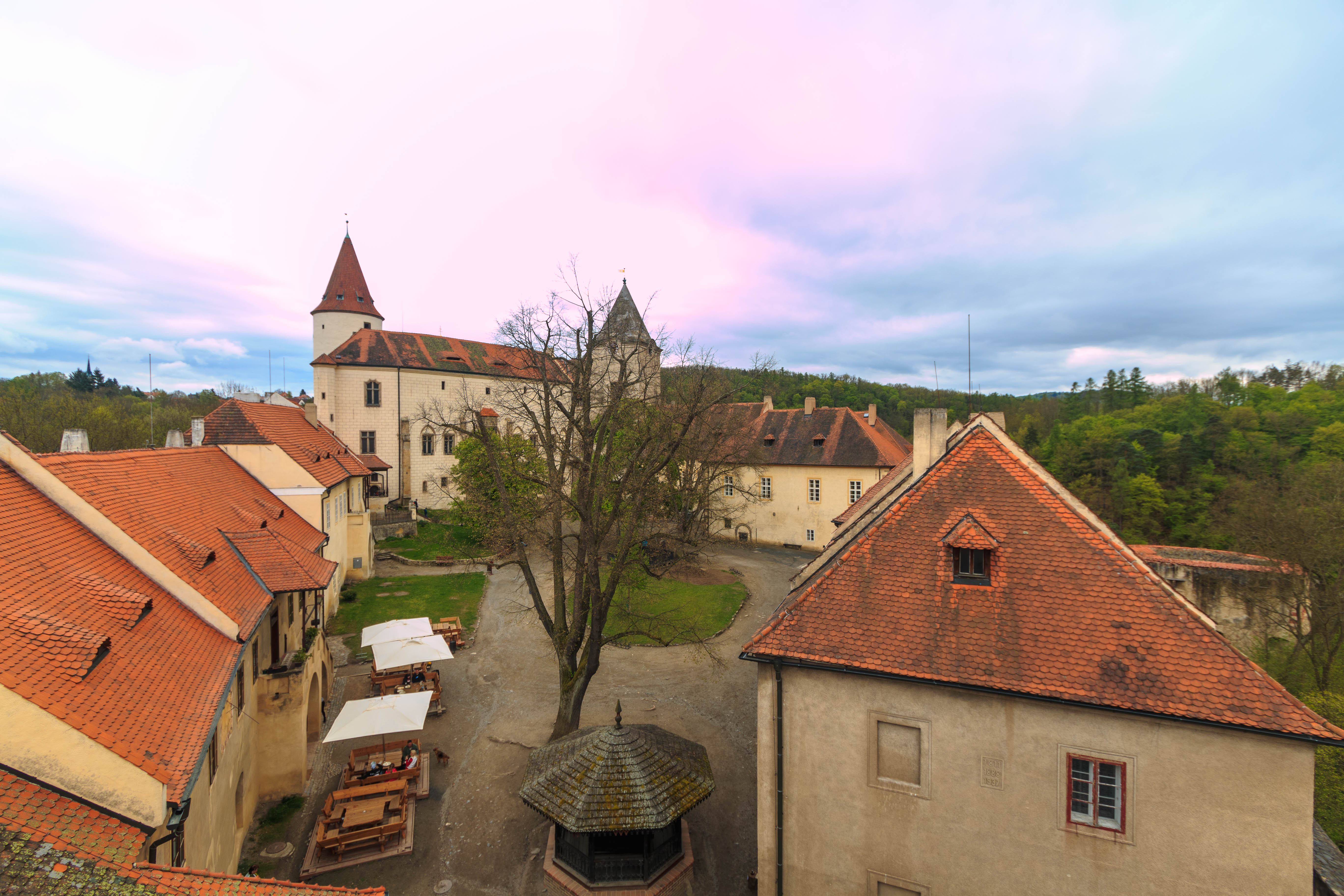
Cour basse
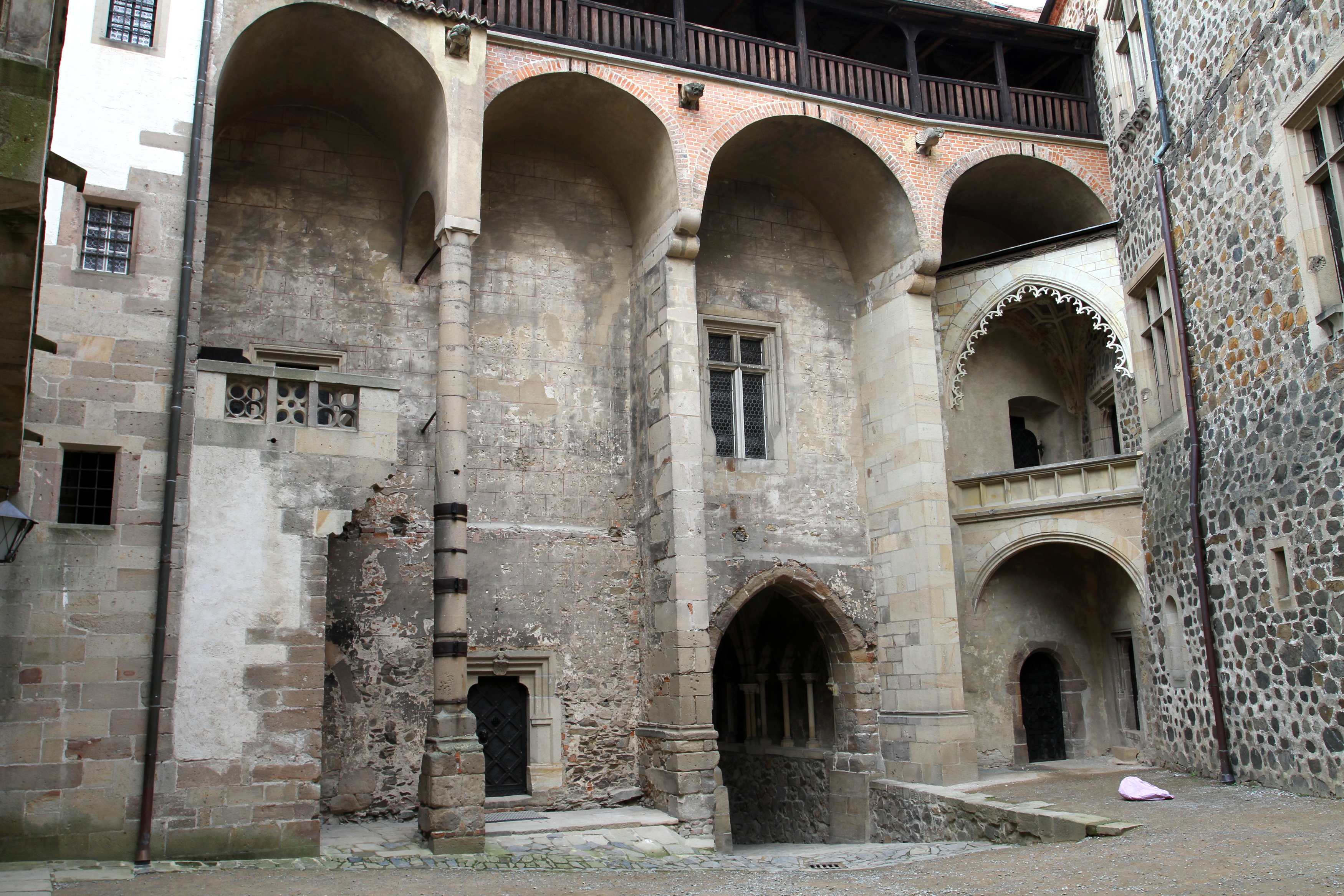
Cour supérieure
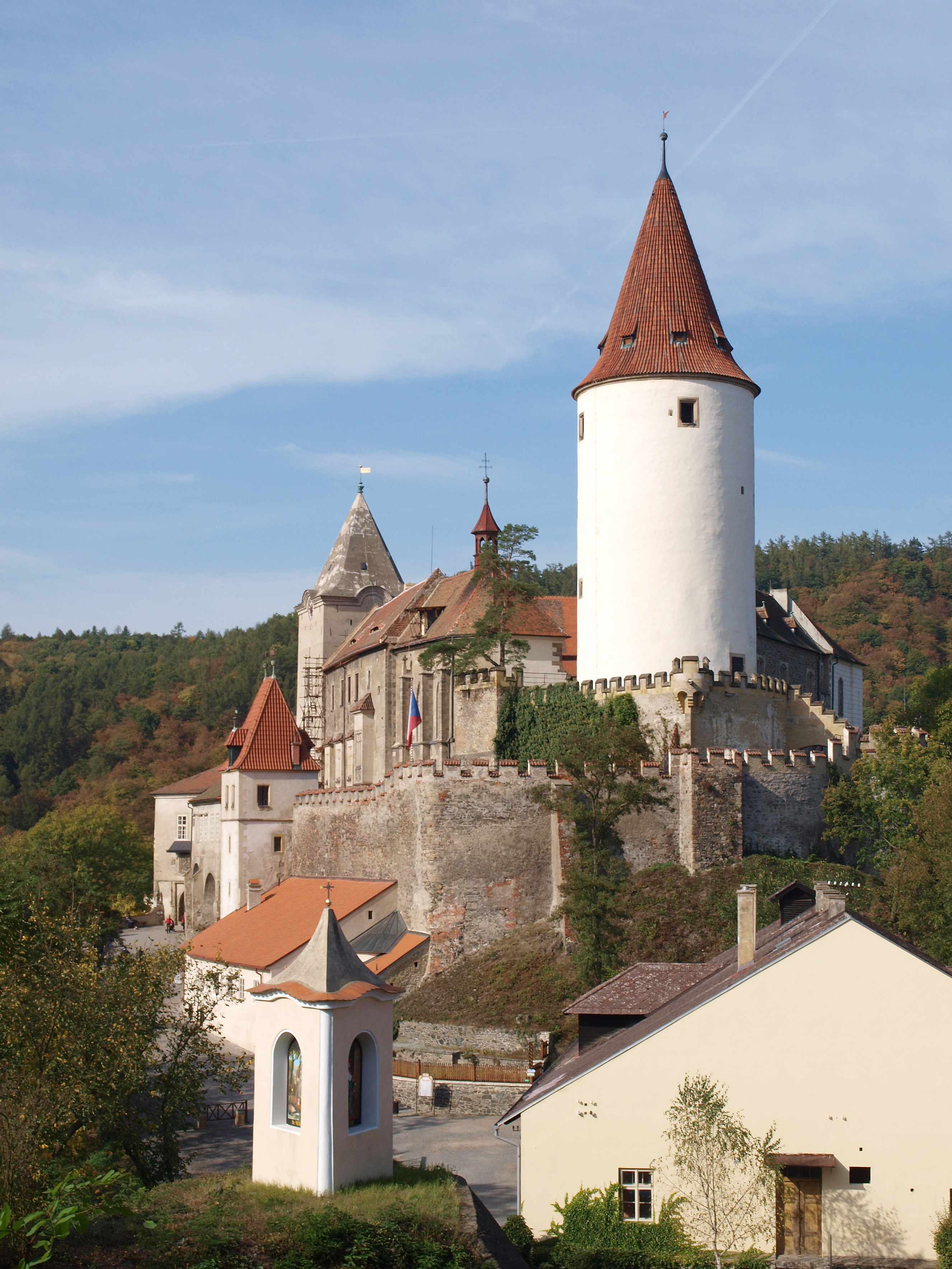
Vue depuis l'est